# Henry Ernst Muhlenberg
Henry Ernst Muhlenberg, född 1753. död 1815, var en tysk-amerikansk luthersk präst, pedagog och naturforskare. Han ägnade sig huvudsakligen åt botaniken, men är mest känd för att ha upptäckt Muhlenbergs bäcksköldpadda.

## Ungdom och prästerliga gärning
Muhlenberg var son till den tysk-amerikanske teologen Henry Melchior Muhlenberg. Vid elva års ålder skickades han tillsammans med sina bröder till latinskolan vid den av August Hermann Francke grundade stiftelsen i Halle an der Saale. Vid sexton års ålder blev han student vid universitetet i Halle. Han återvände till Pennsylvania 1770 där han blev prästvigd i det tysk-lutherska samfundet och tillträdde en tjänst som faderns adjunkt. Muhlenberg var senare kyrkoherde i New Jersey innan han 1780 blev kyrkoherde i Lancaster. Han var medgrundare och förste rektor för Franklin College i Lancaster.

## Naturforskare
Muhlenberg är mest känd som naturforskare. Han ägnade sig främst åt botaniken, men upptäckte och beskrev Muhlenbergs bäcksköldpadda 1801, som fick både sitt vetenskapliga namn och sitt trivialnamn efter honom. Auktorsnamnet Muhl. kan användas för Henry Ernst Muhlenberg i samband med ett vetenskapligt namn inom botaniken; se Wikipediaartiklar som länkar till auktorsnamnet.

## Familjeliv
Muhlenberg gifte sig 1774 med Mary Catharine Hall. De hade två söner, Henry A. P. Muhlenberg, luthersk präst, kongressman och amerikansk ambassadör i Wien och Frederick Augustus Hall Muhlenberg, läkare.